# Haçane ibne Tabite
Haçane ibne Tabite (em árabe: حسان بن ثابت‎; romaniz.: Hasan ibn Thabit; m. 674) foi um poeta árabe do século VII, natural de Iatrebe (Medina), e um membro da tribo dos cazerajitas. Quando jovem, foi a Hira e Damasco antes de se assentar em Medina, onde aceitou o Islã de Maomé e escreveu poemas em defesa do profeta. Sua poesia é considerada lugar-comum e sem distinção.